# Мыс Обсервации
Мыс Обсерва́ции — мыс на юге Чукотки, омывается Анадырским заливом Берингова моря.
Является северным входным мысом горла реки Анадырь и юго-восточным входным мысом бухты Мелкая.
Своё название получил в конце XIX века в период геодезических исследований Анадырского лимана, во время которых здесь был установлен гидрографический знак. Этим же объясняется чукотское название мыса Унпъэныткын — «мыс за столбом».
Высокий и обрывистый мыс Обсервации с южной стороны отличается красноватым оттенком его глинистого обрыва.
Мыс приглуб, глубины с юго-западной стороны достигают 10 м. Там же притоплены две баржи, к которым могут швартоваться маломерные суда и самоходные баржи.
У мыса сооружён пирс нефтебазы длиной 55 м и шириной 35 м, с минимальной глубиной у его оконечности 2,7 м. На вершине мыса установлен навигационный световой знак.
На мысе Обсервации действует метеорологическая станция, первые наблюдения за погодой начались здесь в 1889 году. В 2002 году на мысе была построена ветро-дизельная электростанция.
На мысе находятся захоронения военных геодезистов, проводивших секретную топосъёмку для строительства ядерной базы Гудым.